# 5-AcO-DMT
5-AcO-DMT（5-乙酰氧基-N,N-二甲基色胺，英語： 或称为：O-乙酰基蟾毒色胺，O-Acetylbufotenine，5-acetoxy-DMT，bufotenine acetate）是一种色胺衍生物，化学式为C14H18N2O2，可通过血脑屏障，并代谢为蟾毒色胺。